# Белоусов, Николай Владимирович
Никола́й Влади́мирович Белоу́сов (11 марта 1926, Ленинград, РСФСР— 19 декабря 2007, Санкт-Петербург, Россия) — народный учитель Российской Федерации (2005). Последний в Санкт-Петербурге директор общеобразовательного учреждения — участник Великой Отечественной войны.

## Биография
Был призван 18 ноября 1943 года. Отправлен в танковое училище, откуда попал на Первый Украинский фронт 15 декабря 1944 года, участвовал во взятии Берлина и освобождении Праги. Воинская должность - командир отделения радиосвязи 15 батареи 4 дивизиона 49 минометной Дрезденской бригады. Закончил войну в звании сержанта. После войны 10 лет работал сварщиком, за это время закончил вечернюю школу и вечернее отделение института им. А. И. Герцена факультет географии.
После окончания института Николай Владимирович 50 лет своей жизни посвятил народному образованию, тридцать из которых с 1976 года был первым и бессменным директором школы № 387 Кировского района Санкт-Петербурга, получившей при нём статус лицея, одновременно до самой смерти был учителем географии.
В 1992 году получил звание «Заслуженный учитель Российской Федерации», а в 2005 году указом Президента Российской Федерации ему было присвоено почётное звание «Народный учитель Российской Федерации».
В 1997 году стал лауреатом премии «Учитель года России» в номинации «Честь и достоинство».
В 2004 году был одним из восьми кандидатов на присвоение почётного знания Почётный гражданин Санкт-Петербурга, но в тот год его никто не получил.
Николай Владимирович погиб от обморожения 19 декабря 2007 года, когда ему стало плохо на улице и не была оказана своевременная медицинская помощь, причём не дошёл до дома 500 метров. Похоронен на Серафимовском кладбище.
В 2009 году лицей № 387 получил имя Н. В. Белоусова.

## Награды и звания
- Орден Отечественной войны I степени[14].
- Орден Красной Звезды за участие во взятии Берлина[2], 22 июня 1945 года[3].
- орден Почёта (1995)[15].
- медаль «За победу над Германией»[16] .
- Медаль «За взятие Берлина»[16] .
- Народный учитель Российской Федерации (2005)[8].
- Заслуженный учитель школы Российской Федерации (1992)[7].
- Почётный гражданин Кировского района Санкт-Петербурга[17].

Могила Белоусова на Серафимовском кладбище Санкт-Петербурга.

## Комментарии
1. ↑  В настоящее время школа № 387 имеет статус лицея, который она получила на 28-й год своего существования[5].